# Naimanen

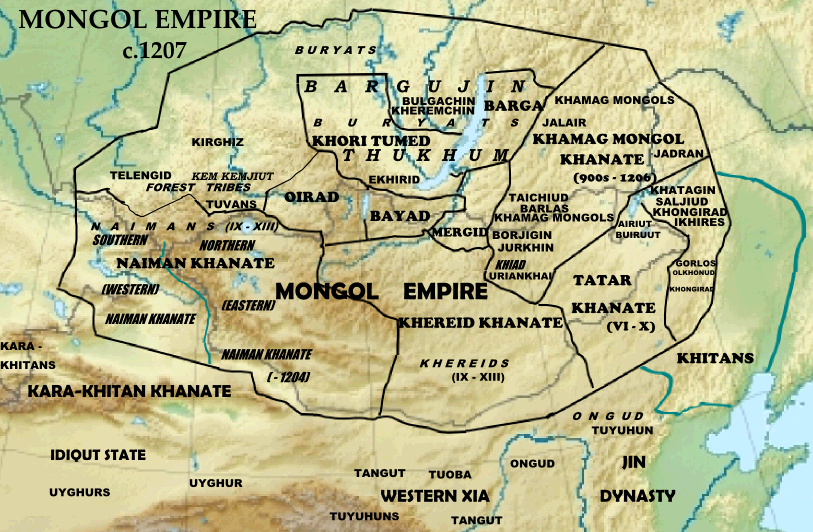
Volksgruppen in Eurasien vor den Eroberungen Dschingis Khans, 13. Jahrhundert

Naimanen war der Name einer mittelalterlichen Stammesföderation, die in den Steppengebieten Zentralasiens lebte. Dort führten sie diplomatische Beziehungen zu den Kara Kitai, waren aber auch zeitweilig diesen untertan.
Im 13. Jahrhundert waren sie anfänglich Verbündete Dschingis Khans und wurden von diesem in seinem Kampf um die Vorherrschaft über die Steppenvölker unterworfen und seinem Reich eingegliedert. Dort spielten Heerführer naimanischer Abstammung später eine wesentliche Rolle.

## Etymologie
Der Name Naimanen wurzelt im mongolischen найман /najman/ „acht“, was daraus schließen lässt, dass es sich hierbei um einen Stammesbund aus acht Clans oder Volksstämmen handelte.
Zudem bringt die kasachische Geschichtsforschung sie in enger Verbindung mit den einstigen Toquz-Oğuz, deren späte Nachfolger die Naimanen sein sollen.

## Religion und Schrift
Mit dem Einfall arabisch-muslimischer Völker nach Zentralasien trat eine Vielzahl der Naimanen zum Islam über, während sich bei der Königsdynastie der von den Nestorianern übermittelte Christentum durchsetzte. Bis zur mongolischen Eroberung des Naimaenreiches hatte sich mehrheitlich der Nestorianismus bei den Naimanen durchgesetzt. Von den damals ebenfalls zu dieser Variante des Christentums konvertierten Uiguren, die vielfach über machtvolle Positionen am Khanshof innehatten, übernahmen die Naimanen deren Schrift.
Unter Kublai Khan bildeten die Naimanen die zweite christliche Welle, die nach China einwanderte.
Als Teil der späteren Kasachen wurden die Naimanen im 19. Jahrhundert endgültig zum sunnitischen Islam der hanafitischen Rechtsschule bekehrt und es hielt bei ihnen das persoarabische Alphabet Einzug.

## Ethnogenese
Bis zum 8. Jahrhundert waren die Naimanen Anhänger des Tengrismus und besaßen damit ähnliche Glaubensstrukturen wie die Kök-Türken. Gleich diesen glaubten sie an Tengri, dem Gott des ewigen blauen Himmels, und bedienten sich gleich den Kök-Türken der alttürkischen Schrift.
Es ist heute strittig, ob die Naimanen Türken oder Mongolen waren. Viele Turkologen, wie Paul Ratchenevsky oder Steven Runciman, deklarieren sie als türkisch. Dieser Auffassung folgt auch die kasachische Geschichtswissenschaft. Daher werden die Naimanen von diesen unter dem Ethnonym Naiman-Türken summiert.
Andere Quellen wie die Librada of Congress definiert diese Stammesföderation als mongolisch und fasst die Naimanen deshalb unter der Bezeichnung Naiman-Mongolen zusammen.

## Naimanen als Clanverband der Kasachen und naimanische Diaspora
Das im 15. Jahrhundert begründete Kasachen-Khanat zerfiel infolge interner Streitigkeiten rasch in drei Abteilungen (Jüz), der jüngeren im Westen, der mittleren im Norden und Zentralkasachstan sowie im Nordosten und der älteren im Süden und Südosten.
Obgleich sich Naimanen an den zahlreichen Kriegs- und Eroberungszügen der Mongolen oder der Tataren beteiligten, in deren Folge eine weitreichende naimanische Diaspora entstand und sich deshalb naimanische Minderheiten in Turkmenistan, Usbekistan und Afghanistan (dort als Teil der Hazara im Dorf Naiman), aber auch in Indien und Pakistan nachweisen lassen (dort sind sie überwiegend assimiliert), waren sie Träger und führender Clan der mittleren Horde. Teile von ihnen verschmolzen auch mit den Kirgisen, sodass auch diese über mindestens drei bis vier Clans verfügen, die sich von den Naimanen ableiten.
In Kasachstan führen heute etwa 400.000 Menschen ihre Abstammung von den Naimanen ab.
Im 16./17. Jahrhundert, als das Kasachen-Khanat mit den Oriaten um die Vorherrschaft in den zentralasiatischen Steppen stritt und diesen unterlag, wanderten zahlreiche Naimanen in die Regionen des südlichen Altai ab, wo sie sich in der Nachbarschaft der Tuwiner niederließen.
Im Zuge der russischen Expansion (18./19. Jahrhundert) wichen Teile der Naimanen, da sie sich der Zwangssesshaftigkeit durch zaristische Behörden widersetzen wollten, nach China und der heutigen Mongolei aus. Daher erklärt sich die dortige Tatsache, dass die dortigen Kasachen den Nordostdialekt des Kasachischen sprechen, die sie als Angehörige der ehemaligen mittleren Horde (und damit als Teil der Naimanen) ausweisen.
In den 1930er-Jahren, die Zeit der Stalin-Ära, kam es erneut zu einer bedeutenden Abwanderung kasachischer Nomaden nach China und der Mongolei, da diese der Zwangskollektivierung entziehen wollten.

## Weblink
- Mikhail Shemelin: Naiman history, YouTube, abgerufen: 15. September 2023.